# Crystal Bradford
Crystal Bradford (Detroit, 1º novembre 1993) è una cestista statunitense, professionista nella WNBA.

## Carriera
È stata selezionata dalle Los Angeles Sparks al primo giro del Draft WNBA 2015 (7ª scelta assoluta).
Con gli Stati Uniti ha disputato le Universiadi di Kazan' 2013.